# Montecolognola
Montecolognola è una frazione del comune di Magione, in provincia di Perugia. Si trova in vetta ad un colle che domina la sponda settentrionale del lago Trasimeno e conserva ancora la sua struttura originale, caratterizzata da una cinta muraria sostanzialmente integra entro la quale molte abitazioni presentano varie tracce della loro origine medievale

## Storia
Il toponimo latino che compare nei documenti e che suona come castrum Montis Coloniolae dovrebbe far riferimento all’esistenza in loco in epoca etrusco-romana di un modesto insediamento agricolo (colonia). Di esso tuttavia non è rimasta alcuna traccia, né archeologica né documentaria , per cui possiamo affermare che il castello “entra nella storia” solo nel XIII secolo, quando un gruppo di servi ribelli dei cavalieri Gerosolimitani, insediati nel vicino ospedale di Pian di Carpine (attuale Magione), tenta di sottrarsi al potere signorile andando  a vivere nel vicino colle dove sarebbe sorto il castello di Montecolognola. Un primo tentativo in questo senso si ebbe nel 1261, ma esso non andò a buon fine in quanto il comune di Perugia, su pressione del papa Alessandro IV che aveva dato ascolto alle proteste dei Gerosolimitani, procedette alla distruzione degli edifici che i ribelli avevano innalzato, tra cui anche una chiesa . Ma questo non fu che l’inizio: infatti nel 1293 troviamo gli “uomini di Pian di Carpine” intenti a costruire le mura del nuovo castello, questa volta col pieno appoggio del comune di Perugia; nel 1313, nonostante le resistenze degli antichi signori, il “borgo franco” di Montecolognola era ormai una realtà definitivamente consolidata .
A proposito delle vicende successive del castello va detto che, se è vero che esso nacque in contrapposizione con il potere signorile gerosolimitano, si deve anche aggiungere che nonostante ciò per quasi tre secoli e mezzo i suoi abitanti continuarono a formare un’unica comunità con quelli di Pian di Carpine: infatti solo nel 1644 questi ultimi si separarono, formando un proprio autonomo organismo comunale. Si può anzi affermare che i due paesi di fatto ebbero funzioni per così dire complementari nel senso che, mentre Pian di Carpine, insediamento aperto e privo di mura, consolidava e valorizzava la sua vocazione di luogo di mercato e di crocevia di scambi di ogni genere, Montecolognola avocava a sé il ruolo di sede del governo del territorio e, con la sua possente cortina muraria, poteva offrire in ogni momento un rifugio relativamente sicuro in caso di pericolo impellente. E di fatto situazioni fortemente critiche non mancarono di presentarsi nel corso del Trecento, quando il castello fu più volte cinto di assedio e Pian di Carpine fu occupata e saccheggiata da bande di mercenari e ripetutamente devastata, tanto che nel 1383 il mercato settimanale che in essa si teneva dovette essere spostato a Montecolognola, in quanto erano venute meno le più elementari garanzie di sicurezza che potevano renderlo praticabile. In quegli anni terribili Pian di Carpine dovette essere abbandonata da molti dei suoi abitanti, i quali si ritiene cercassero rifugio tra le solide mura del vicino castello .
Solo a partire dai primi del ‘400, in concomitanza con l’avvento al potere in Perugia di Braccio da Montone nel 1416, si ripristinarono nel contado cittadino, e quindi anche nel nostro territorio, condizioni esistenziali caratterizzate da maggiore sicurezza e da una certa ripresa della vita civile ed economica. Essa si espresse anche con una notevole fioritura in campo artistico, che vide la locale comunità esprimersi con atti di grande mecenatismo a vantaggio del decoro dei locali edifici ecclesiastici, come meglio oltre si dirà. E tuttavia, col mutare delle condizioni economiche e col venire meno dell’importanza strategico-militare dei castelli a causa dello sviluppo delle artiglierie, a partire dal XVII secolo Montecolognola si avviò verso una inarrestabile decadenza, a vantaggio della vicina Pian di Carpine, ormai divenuta “la Magione”. Il colpo di grazia alla vita della comunità fu dato dall’ultimo assedio da essa subito, nell’ambito della cosiddetta “guerra di Castro”, da parte delle truppe toscane, nell’agosto del 1643. Esse con rompere le muraglie con l’artiglieria occuparono il paese e lo tennero per più di un anno  e di questo momento di crisi approfittarono i Magionesi i quali, il 19 giugno dell’anno successivo, chiesero ed ottennero dal comune di Perugia licenza di amministrarsi come comunità autonoma, staccandosi da Montecolognola, che nel 1817 sarebbe divenuta frazione del comune di Magione .

## Geografia fisica
L’abitato è posto all’interno di una cinta muraria di forma ellittica, orientata da Nord a Sud, con cinque torri o bastioni perimetrali e due porte collocate alle estremità dell’ellisse e unite da un tracciato stradale che divide lo spazio interno in due parti asimmetriche e funzionalmente distinte: il settore orientale suddiviso in lotti abitativi da un reticolo viario generato dalla strada principale, il settore occidentale, che guarda il lago e che non ospitò mai, se non in tempi molto recenti, case di abitazione ma solo la chiesa, la canonica e il cimitero. Questa particolare organizzazione dello spazio risponde a criteri eminentemente simbolici, dettati dall’intento polemico di contrapporsi al potere signorile, dal quale i primi abitatori del castello si erano emancipati. Così, concentrare tutte le abitazioni in posizione tale da essere collocate in faccia alla residenza dei monaci-cavalieri di Pian di Carpine voleva esprimere materialmente la volontà di lanciare un guanto di sfida a coloro per decenni si erano opposti in tutti i modi al tentativo dei loro sottoposti di conquistare l’autonomia. Anche la totale separazione tra spazio “religioso” e spazio “laico” intendeva sottolineare senza dubbio la contrapposizione alla particolare natura della signoria dal cui giogo ci si era affrancati e nella quale invece vi era commistione tra queste due componenti. Non è comunque da escludere che gli spazi non urbanizzati potessero anche essere destinati sin dall’origine a consentire alle famiglie del luogo di ricavarvi orti per gli usi domestici.

## Monumenti e luoghi d'interesse
- Castello di Montecolognola.

Esso è concentrato principalmente nella chiesa del castello, dedicata a Santa Maria Annunciata, ove si conservano brani di affreschi riferibili al periodo che va tra la metà del Trecento e la seconda metà del secolo successivo, tra i quali si segnala un frammento pittorico che doveva far parte di un ciclo dedicato alla storia di San Giuliano l’Ospitaliere. Oltre a questi vi è la grande pala affrescata che si trova sulla parete destra della chiesa, ove originariamente era allocato l’altare: essa raffigura l’Annunciazione tra i Santi Pietro e Paolo, in una cornice architettonica che contiene, nel frontoncino arcuato sovrastante, una Natività; la fattura pare essere di epoca tardoquattrocentesca o cinquecentesca. Infine nella cappella di Santa Lucia, a destra dell’altare, Gerardo Dottori ha dipinto nel 1949 alcuni episodi della vita della Santa. Va anche segnalata la croce processionale in argento dorato e smalto policromo, opera attribuita unanimemente dalla critica all’orafo perugino Paolo Vanni, attivo dai primi anni ’70 del ‘300 e documentato fino al 1404, oggi non più conservata nella sacrestia della chiesa per motivi di sicurezza e trasferita presso il museo diocesano di Perugia, ma della quale si può ammirare una riproduzione fotografica su un altare laterale. Fuori della chiesa, sulla parete dell’antica casa canonica, è murata una lapide sepolcrale trecentesca in arenaria, proveniente dalla pavimentazione della chiesa, mentre procedendo dalla parte opposta verso l’ingresso settentrionale del castello si può ammirare un edificio ornato da una elegante arcata gotica e che doveva ospitare la sede della antica comunità locale.
Fuori dalle mura castellane, a qualche centinaio di metri più a valle, vi è il santuario di Santa Maria delle Fontanelle, finito di costruire a cura della suddetta comunità nel 1508 e dotato di una imponente ed elegante macchina d’altare tardo cinquecentesca, anch’essa edificata grazie alla munificenza dello stesso comune locale. In essa è incastonata una immagine mariana attribuita dal Santanicchia ad un “Maestro di San Cristoforo, così detto perché attivo nella chiesa di S. Cristoforo a Passignano, e dovrebbe risalire ad un periodo compreso tra il secondo e il terzo decennio del ‘400